# Étienne-François de Lantier
Pour les articles homonymes, voir Lantier (homonymie).
Étienne-François de Lantier (1er octobre 1734 à Marseille - 31 janvier 1826 à Marseille) est un écrivain et dramaturge français du  XVIIIe siècle.

## Biographie
Étienne-François de Lantierest le fils de François Lantier, négociant, et d'Elisabeth Siau.
Élevé chez les Jésuites, il s’engage au régiment d’Angoumois. De retour à Marseille après quelques années, il mène joyeuse vie, ce qui amène son père à le faire enfermer à Notre-Dame-de-la-Garde.
En 1768, il compose sa première comédie, L’Impatient, qui connaît un succès honorable.
Il monte alors à Paris. Une petite pièce en vers sur Choiseul lui gagne la grâce du ministre et lui vaut en reconnaissance une pension de 1 200 livres et un secrétariat d’ambassade à Dresde mais qui lui sont retirés 6 mois plus tard lors de sa disgrâce et son remplacement par le duc d'Aiguillon.
En 1778, L’Impatient est rejoué à Versailles avec Molé dans le rôle principal, et fait beaucoup rire le roi Louis XVI. Il adresse au comte d’Artois un placet qui lui vaut une commission de capitaine.
Il devient à la mode, ce qui lui ouvre les salons de Madame de Boufflers et de Madame de Brancas. Il est reçu chez le maréchal de Stainville, frère cadet de Choiseul.
Il se lie avec La Harpe, Dorat, Cerutti, Neufchâteau.
En 1784 il publie sous le pseudonyme de l’abbé Mouche des poésies légères.
En 1798, inspiré par la vie du Comte de Saint-Germain, il publie Les Voyages d’Anténor qui connurent à l’époque un très grand succès avec 16 éditions et des traductions en diverses langues, qui lui valurent à l'ouvrage le surnom d’Anarchasis des boudoirs, en référence à l’œuvre de l'abbé Barthélemy, Voyage du jeune Anarchasis en Grèce, publié en 1788.
En 1814, il retourne dans sa ville natale où il vit entouré de la considération de tous.
Il fut membre de Académie de Marseille en 1786, de la Crusca à Florence, de l’Académie d'Arcadie à Rome et de la Société du Caveau. Il fut également chevalier de ordre de Saint-Louis.
Bel esprit de salon, aimable et spirituel, il transmit la légèreté érotique du XVIIIe siècle à travers la Révolution.
Ses œuvres complètes furent publiées en 1836 à Paris avec une notice biographique.

## Œuvres
- 1768: L’Impatient comédie en un acte : en ligne
- 1782 : Le Flatteur comédie en 5 actes composé avec La Reynière : en ligne
- 1784 : Travaux de l’abbé Mouche
- 1798 : Voyages d’Anténor en Grèce et en Asie  avec des notions sur l’Égypte : en ligne : tome 1, tome 2 & tome 3
- 1803 : Les Voyageurs en Suisse
- 1809 : Voyage en Espagne du chevalier Saint-Gervais, officier français : en ligne: tome 1 & tome 2
- 1817 : Recueil de poésies
- 1825 : Geoffroy Rudel ou le Troubadour poème en 8 chants : en ligne

Ses œuvres complètes furent éditées à Paris : chez Auguste Desrez et chez Arthus Bertrand en 1836-1937, revues et collationnées par Pierre-Joseph Charrin et précédée d'une notice biographique de Gaston de Flotte. 